# Magny-en-Bessin
Magny-en-Bessin is een gemeente in het Franse departement Calvados (regio Normandië) en telt 109 inwoners (1999). De plaats maakt deel uit van het arrondissement Bayeux.

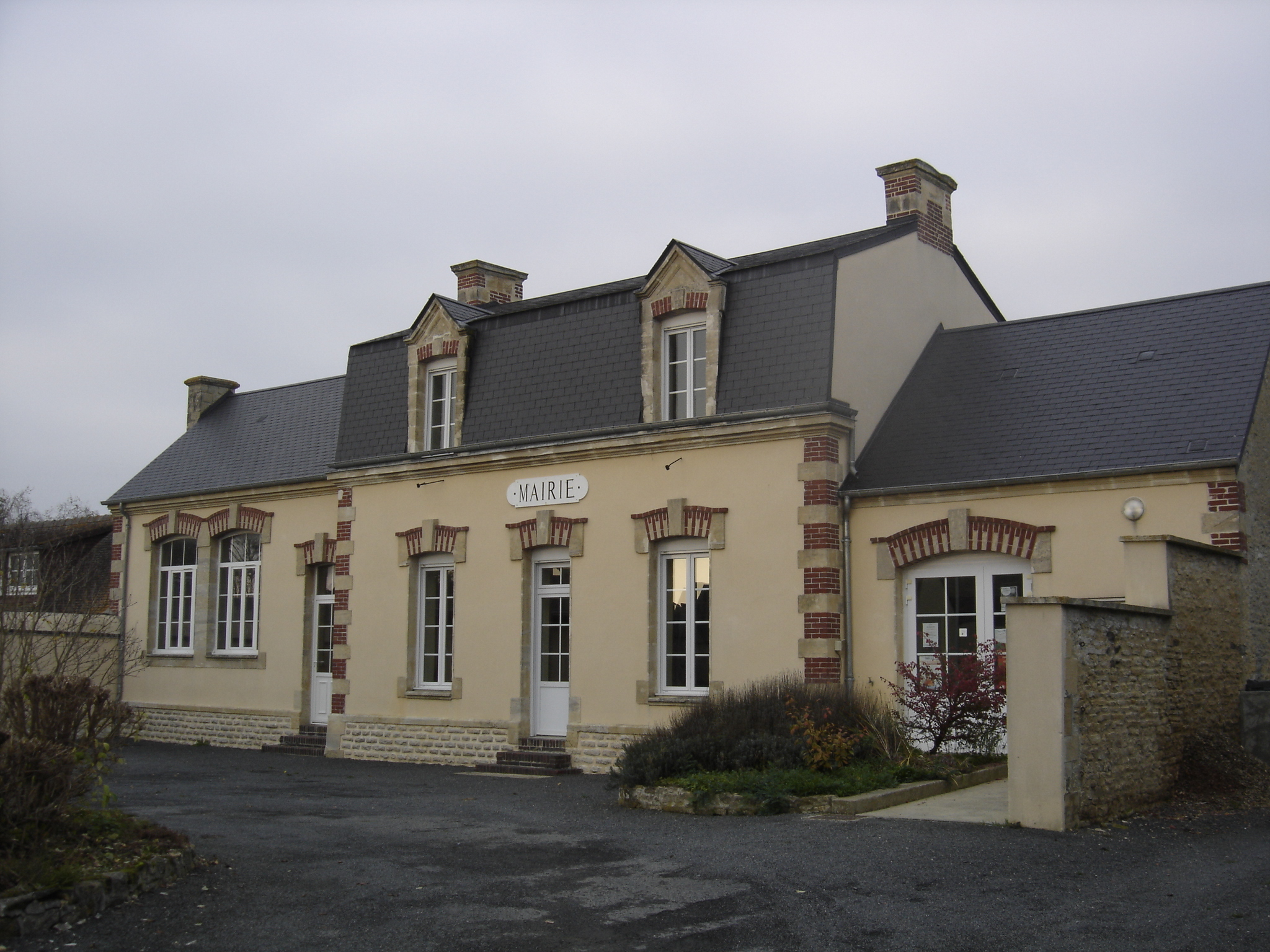
Gemeentehuis
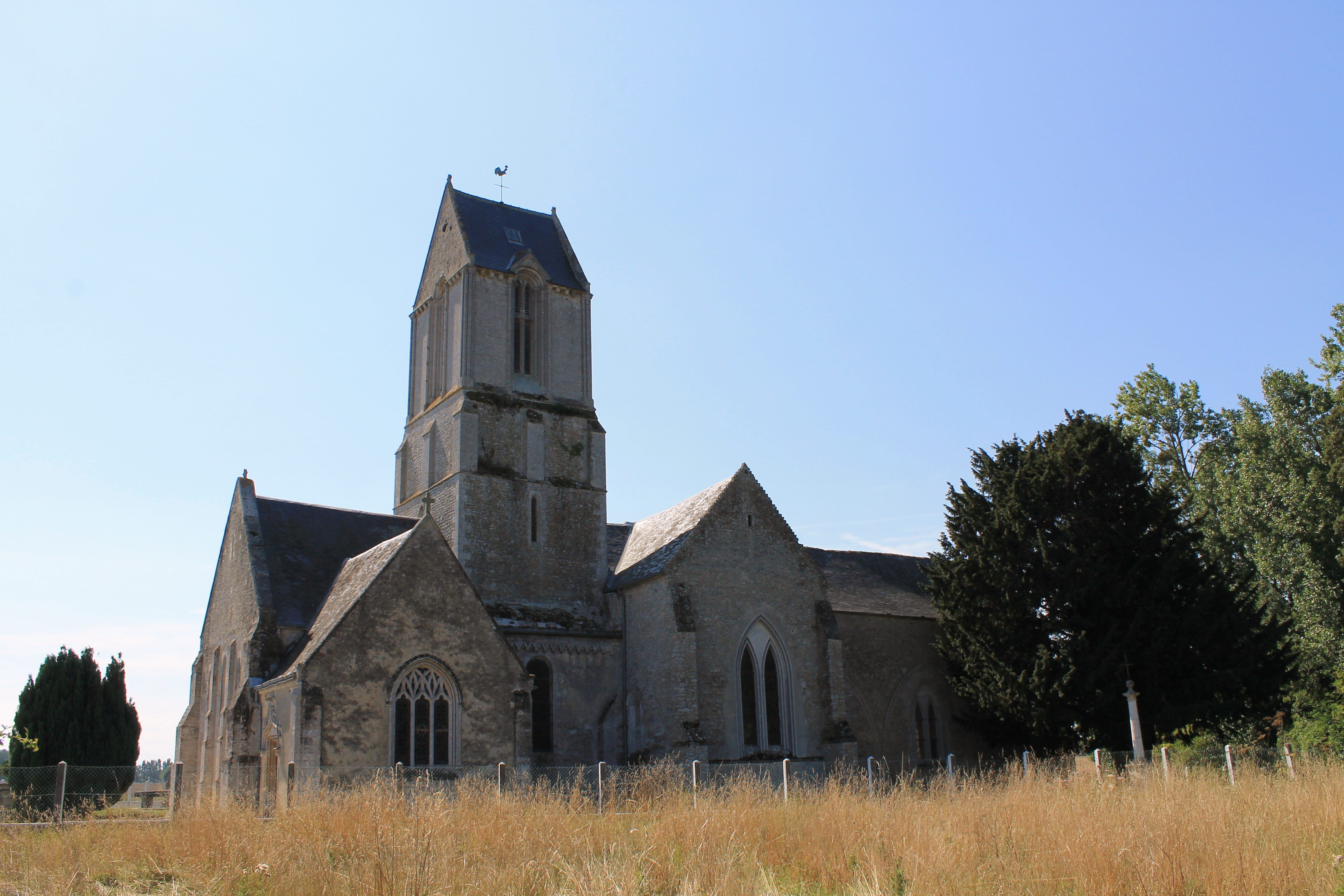
Kerk van Saint-Malo in Magny-en-Bessin

## Geografie
De oppervlakte van Magny-en-Bessin bedraagt 4,3 km², de bevolkingsdichtheid is 25,3 inwoners per km².
De onderstaande kaart toont de ligging van Magny-en-Bessin met de belangrijkste infrastructuur en aangrenzende gemeenten.

## Demografie
Onderstaande figuur toont het verloop van het inwonertal (bron: INSEE-tellingen).
Vanwege een beveiligingsprobleem met de MediaWiki Graph-software is het momenteel niet mogelijk deze grafiek weer te geven. Zodra de software is bijgewerkt zal de grafiek vanzelf weer zichtbaar worden.
1. ↑  Populations de référence 2022.